# Elleanthus ligularis
Elleanthus ligularis är en orkidéart som beskrevs av Robert Louis Dressler och Bogarín. Elleanthus ligularis ingår i släktet Elleanthus och familjen orkidéer. Inga underarter finns listade i Catalogue of Life.